# Auður Jónsdóttir

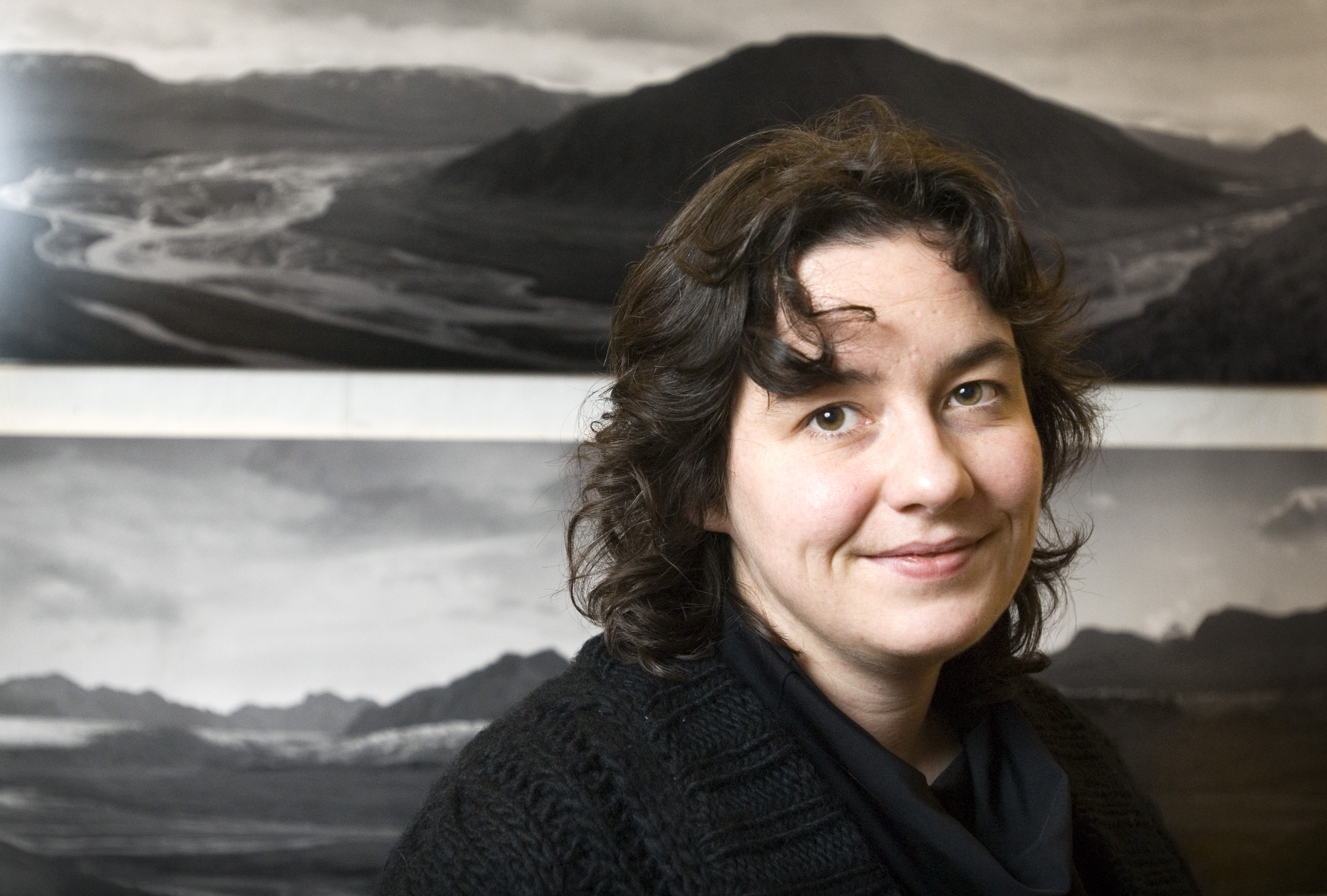
Auður Jónsdóttir (2006)

Auður Jónsdóttir (* 30. März 1973 in Reykjavík) ist eine isländische Schriftstellerin und freie Journalistin.

## Leben
Auður debütierte als Schriftstellerin im Jahre 1997 mit der Kurzgeschichte Gifting, die in der Literaturzeitschrift Andblær abgedruckt wurde; seitdem veröffentlicht sie ihre Kurzgeschichten in Zeitungen und Sammelbänden. Neben Romanen widmet sie sich auch der Kinder- und Jugendliteratur; so schrieb sie 2002 ein Porträt ihres Großvaters, des Literatur-Nobelpreisträgers Halldór Laxness (Skrýtnastur er maður sjalfur). 2004 gewann sie mit ihrem Roman Fólkið í kjallaranum den Isländischen Literaturpreis, 2006 wurde sie mit dem Roman für den Literaturpreis des Nordischen Rates nominiert. 2009 arbeitete sie als Hausdramaturgin für das Borgarleikhúsið (Stadttheater Reykjavík).
Auður lebt mit ihrem Ehemann Þórarinn Leifsson in der isländischen Hauptstadt Reykjavík, nachdem sie zuvor in Kopenhagen und Barcelona gewohnt hatte.

## Werke
- Gifting (engl. The Wedding; Kurzgeschichte, 1997; auf Deutsch veröffentlicht in: Franz Gíslason, Sigurður A. Magnússon,  Wolfgang Schiffer (Hrsg.): Wortlaut Island: Isländische Gegenwartsliteratur, Wirtschaftsverlag Nw, Bremerhaven 2000, ISBN 978-3-89701-570-8).
- Stjornlaus lukka (engl. Bliss, Roman, 1998)
- Feita mamman (engl. The Fat mother, Kurzgeschichte, 2001)
- Algjört frelsi (engl. Total freedom, Kinder-/Jugendbuch, 2001)
- Litli lögfræðingurinn (engl. The Little lawyer, 2002)
- Skrýtnastur er maður sjalfur (engl. One self is the strangest of all, Kinder-/Jugendbuch, 2002)
- Casablanca (Kurzgeschichte, 2003)
- Heillaráð Ófeigs (engl. Ofeigs good advice, Kurzgeschichte, 2004)
- Gagga og Ari (engl. Gagga and Ari, Kinder-/Jugendbuch, 2004)
- Fólkið í kjallaranum (engl. The People in the Basement, Roman, 2004; deutsch Die Leute von unten, übersetzt von Hartmut Mittelstädt, in: Theaterlandschaft Island. Fünf Bühnenstücke. Herausgegeben von Hartmut Mittelstädt, Queich-Verlag, Berlin 2011, ISBN 978-3-939207-05-4)
- Allt getur gerst (engl. Anything can happen, Kinder-/Jugendbuch, 2005)
- Sögurnar (engl. The Stories, Kurzgeschichte, 2006)
- Tryggðarpantur (engl. Love Token, 2006)
- Vetrarsól (engl. Wintersun, 2008)
- deutsch, übersetzt von Kristof Magnusson: Jenseits des Meeres liegt die ganze Welt, btb-Verlag, Berlin ISBN 978-3-442-75253-9.